# Momigou Bladi
Momigou Bladi (ou Momigou Moufou) est une localité du Cameroun située dans l'arrondissement de Meri, le département du Diamaré et la région de l’Extrême-Nord. Elle fait partie du canton de Kalliao.

## Population
En 1974, la localité comptait 95 habitants, des Moufou.
Lors du recensement de 2005, on y a dénombré 408 personnes.